# 鶴保庸介
鶴保庸介（1967年2月5日—），日本政治家，出身於大阪府大阪市，為自由民主黨的參議院議員議員（4次當選）。在自民黨內屬於二階派（志帥會）。
歷任國土交通大臣政務官（第1次小泉改造內閣、第1次小泉再改造內閣、第2次小泉內閣）、參議院厚生勞動委員長、參議院決算委員長、參議院議院運營委員長、國土交通副大臣（第2次安倍內閣）等職位。
鶴保大學畢業後成為眾議院議員小澤一郎的秘書。1998年獲自由黨公認參加第18屆參議院選舉，成功當選，時年僅31歲，是當時日本參議院最年輕的議員。2000年自由黨分裂之際，選擇離開小澤，參與成立保守黨。
2001年，與自由民主黨的眾議院議員野田聖子建立起事實婚姻的關係，但兩人一直沒有註冊結婚。2005年郵政國會期間為了支持野田反對郵政民營化法案的立場，還退出了所屬派閥二階集團（新的波浪）。2007年，兩人分手。

## 外部連結
- 官方網站（页面存档备份，存于）